# Volksbund Naturschutz
Der Volksbund Naturschutz e. V. ist eine am 21. Juni 1922 im Bürgersaal des Berliner Rathauses durch Hans Klose zusammen mit Margot Büttner gegründete Naturschutzorganisation. Die Geschäftsstelle befindet sich seit Gründung des Vereins in Berlin.

## Geschichte

### Weimarer Republik
Die Entstehung des Vereins stand unter dem wesentlichen Einfluss des Vaters der Naturdenkmalpflege und als Begründer des deutschen und europäischen Naturschutzes geltenden Botanikers Hugo Conwentz. Bei der Gründung des Verbands verstand dieser sich als „volkstümliche Ergänzung der amtlichen Naturdenkmalpflege“ in Brandenburg.
Zielsetzung war, die heimatliche Landschaft in ihrer Eigenart zu schützen, Bodenformen, Pflanzen- und Tierwelt in Stadt und Land zu erhalten und den Gedanken des Natur- und Heimatschutzes zu verbreiten. Durch Ausflüge in und um Berlin, den Botanischen und Zoologischen Garten, das Aquarium Berlin sowie die Museen sollte die Tier- und Pflanzenwelt kennen und schätzen gelernt werden. In den Wintermonaten wollte man durch Vorträge und Kurse naturwissenschaftliche Kenntnisse vermitteln.
Bündnisse ging der Naturschutz der 1920er Jahre vor allem mit der Wanderbewegung ein. Erst gegen Ende der Weimarer Republik kam es zu Bündnissen des Volksbundes Naturschutz mit den – in Berlin-Brandenburg kommunistisch dominierten – Naturfreunden. Gegen Ende der 1920er Jahre wurde von Naturschutzverbänden die Forderung nach einer Landesplanung nach dem Vorbild des Siedlungsverbandes Ruhrkohlenbezirk laut. „Mit ständig wachsender Besorgnis verfolgen wir seit Jahren, dass in der näheren und weiteren Umgebung der Reichshauptstadt ein Wald nach dem anderen und vor allem ein Seeufer nach dem andren der Allgemeinheit durch Parzellierung und Bebauung verloren geht“, heißt es auf einer gemeinsamen Veranstaltung zusammen mit den Naturfreunden im Oktober 1929.
Gründungsmitglied und Vorsitzender bis 1945 war Hans Klose. Margot Büttner war bis 1977 Erste Schriftführerin. Weitere bekannte Mitglieder waren u. a. der maßgeblich an der Entstehung des Reichsnaturschutzgesetzes beteiligte Höhlenforscher Benno Wolf sowie Max Hilzheimer, der erste Naturschutzkommissar des Berliner Stadtnaturschutzes. Max Hilzheimer war bereits seit 1923 im wissenschaftlichen Beirat des Verbandes tätig. Victor Wendland, in der Zeit des Nationalsozialismus Oberregierungs- und Ministerialrat im Oberkommando der Wehrmacht und Leiter der Ortsgruppe Berlin des Reichsbunds für Vogelschutz, wurde als führender Kopf des Berliner Nachkriegsnaturschutzes von 1988 bis 2006 im Zusammenhang mit dem „Victor-Wendland-Ehrenring“ verehrt.

### Zeit des Nationalsozialismus
1936 beantragte Klose, unterstützt von 42 Unterschriften, die Satzungsänderung und Umsetzung der Nürnberger Gesetze; bedeutende jüdische Mitglieder wie Benno Wolf und Max Hilzheimer waren seitdem ausgeschlossen 1945 übernahm Hermann Helfer den Vorsitz des „Volksbundes Naturschutz“. Seine politische Einstellung zeigte Hermann Helfer selten, es gibt jedoch Hinweise auf antisemitisches Verhalten. Seiner Meinung nach sollten Juden nicht aus Naturschutzverbänden ausgeschlossen werden, weil dies nachteilig für die Verbandspolitik sei, ohne dass ihm dies als Judenfreundlichkeit unterstellt werden sollte.

### Nach 1945
Nach dem Zweiten Weltkrieg stellte der Verein einen erneuten Zulassungsantrag, zunächst nur für den britischen Sektor, dem 1947 entsprochen wurde. Am 25. März 1949 bekam der Verein die Zulassung von der Alliierten Kommandantur für das gesamte Stadtgebiet von Groß-Berlin. Von 1954 bis 1958 war wieder Hans Klose Vorsitzender des Volksbundes Naturschutz. Nachfolger von Hans Klose war Victor Wendland.
Der Verein beschreibt 2002 seine Aufgaben wie folgt: „Die Einbindung der Jugend in Arbeitskreisen (z. B. Natur- und Umweltrecht; Tauchsport und Naturschutz; Bioökonomie; Stadt- und Landschaftsplanung; Naturschilderung in der Literatur; Historisches Verhältnis des Menschen zu seiner Umwelt; Junge Forscherinnen und Forscher) soll sie unterstützen und fachlich begleiten. Desgleichen soll Bildung und Forschung junger Menschen im Bereich Natur-, Umwelt- und Tierschutz gefördert werden. In diesem Rahmen steht auch die Zusammenarbeit mit der Lehrerfortbildung durch wissenschaftliche Vorträge und Führungen.“
Der Verein will durch Veröffentlichung wissenschaftlicher Beiträge Informationen verständlich verbreiten und die Weiterbildung anregen. Seit den 1950er Jahren gibt der Verein die Berliner Naturschutzblätter heraus, mit Beiträgen sowohl von ehrenamtlichen Naturschützern als auch von Wissenschaftlern. Neben den Naturschutzblättern dient diesem Ziel zudem eine Vereinszeitschrift, Informations- und Diskussionsforum für Laien wie auch für Wissenschaft, Wirtschaft und Politik. Der Verein ist bestrebt, dass Wissenschaft und Wirtschaft eine konsensfähige ökologisch-ökonomische Zusammenarbeit finden.